# مريم أبو عوف
مريم أبو عوف مخرجة مصرية وهي ابنة الفنان الراحل عزت أبو عوف، حصلت على بكالوريوس الاقتصاد والعلوم السياسية وبعدها سافرت إلى لندن لدراسة الإخراج السينمائي، حصلت على عدة جوائز عن فيلمها التسجيلي تاكسي  والذي يتناول قصة امرأة تعمل سائق تاكسى وقد تم تصوير الفيلم داخل سيارة اجرة من خلال استخدام كاميرات خفية ومدة الفيلم 39 دقيقة.
بعدها عملت كمساعد مخرج لعدة مخرجين منهم المخرجة كاملة أبو ذكري والمخرج شريف عرفة، ثم شاركت في إخراج عدد من حلقات المسلسل الدرامى الإجتماعى (لحظات حرجة) في عام 2007، وفي 2009 قامت بإخراج أول مسلسل تليفزيونى لها (هالة والمستخبي) بطولة النجمة ليلى علوي، والذي نالت عنه الإشادة من الجمهور والنقاد، كما أخرجت مسلسل (إمبراطورية مين) مع هند صبري، أما في السينما فكان أول عمل لها هو فيلم (بيبو وبشير). وفي عام 2017 أخرجت كليب 3 دقات. كما اخرجت كليب حبيبي يا ليل-أبو سنه 2022 ومسلسل وش وضهر(بطوله إياد نصار وريهام عبد الغفور)

## أعمالها

### الأفلام
- 2011: 18 يوم (#تحرير2-2)
- 2011: بيبو وبشير

### المسلسلات
- 2007: لحظات حرجة
- 2009: حكايات وبنعيشها: هالة والمستخبي
- 2014: إمبراطورية مين
- 2017: واحة الغروب
- 2020: ليه لأ
- 2021: ليه لأ 2
- 2022: وش وضهر
- 2023: تغيير جو

## وصلات خارجية
- مريم أبو عوف على موقع IMDb (الإنجليزية)
- مريم أبو عوف على موقع الدهليز
- مريم أبو عوف على موقع قاعدة بيانات الأفلام العربية
- مريم أبو عوف على موقع قاعدة بيانات الفيلم (الإنجليزية)